# Villarramiel
Villarramiel è un comune spagnolo di 1 056 abitanti situato nella comunità autonoma di Castiglia e León.